# Большое Шепетовское городище
Большое Шепетовское городище — городище древнерусского города в междуречье Случи и Горыни, на границе Киевского и Волынского княжеств. Вероятно, город входил в состав последнего и был важным опорным пунктом на его восточной границе, а также административным центром отдельной волости. Городище расположено на мысу реки Гуска у южной окраины села Городище Шепетовского района Хмельницкой области. Долгое время оно отождествлялось с летописным Изяславлем, однако после обнаружения древнерусского культурного слоя в близлежащем Изяславе вопрос об атрибуции городища вновь стал открытым.

## История
В рамках версии о летописном Изяславле, город был основан в первой половине XII века волынским князем Изяславом Мстиславичем. Находился на Киево-Белзском пути, который вёл из столицы Руси на запад. Упомянут в летописи под 1241 годом как один из городов, разорённых войсками Батыя во время похода на запад. После этого город больше не восстановился, однако его имя могло перейти к вновь отстроенному на берегу Горыни городу Изяславу (12 км западней). В настоящее время существуют версии, ставящие под сомнение отождествление Большого Шепетовского городища с летописным Изяславлем, однако они не подкреплены достаточной аргументацией. Считается возможной прямая преемственность летописного Изяславля и современного Изяслава. Возможно, Большое Шепетовское городище представляет собой остатки другого летописного города — Каменца.

## Данные археологии
Большое Шепетовское городище состояло из небольшого детинца площадью 0,63 га и окольного города площадью 3 га. Город был окружён несколькими валами и рвом и имел два въезда с южной и юго-западной стороны. Археологам городище известно с конца XIX века, о нём писали Д. Я. Самоквасов и В. Б. Антонович.
В 1957—1964 годах его исследовал М. К. Каргер, который и отождествил его с летописным Изяславлем. Каргер собрал здесь обширную коллекцию древнерусских предметов XII—XIII веков, в том числе орудия труда, украшения и образцы вооружения. Уникальность этих раскопок определялась двумя основными обстоятельствами: во-первых, город больше не восстанавливался и остался почти в том виде, в котором его оставили монголы, а во-вторых, город стал единственным полностью расчищенным археологами городом Древней Руси. Абсолютное большинство находок сделано в слое пожарища, датируемом серединой XIII века. Картину гибели небольшого города довершают груды человеческих костей, разбросанных по всей его площади. М. К. Каргер оценил количество погибших в крепости в более чем 1,5 тысячи человек, современные оценки приближаются к 2,5 тысячам человек, причём, как показывает анализ костных травм, захватчики уже после взятия крепости методически убивали не оказывавших сопротивление безоружных людей. Общее число жителей Изяславля, включая погибших вне крепостных стен, угнанных и избежавших гибели, могло составлять 3,5 тысяч человек. Количество горожан, способных носить оружие, исчисляется в лучшем случае несколькими сотнями человек.